# Олосиг (Бихор)
Олосиг (рум. Olosig) насеље је у Румунији у округу Бихор у општини Сакуени. Oпштина се налази на надморској висини од 144 m.

## Становништво
Према подацима из 2002. године у насељу је живело 548 становника.

### Попис2002.
| Расподела становништва по националности 2002.‍ | Расподела становништва по националности 2002.‍ | Расподела становништва по националности 2002.‍ | Расподела становништва по националности 2002.‍ | Расподела становништва по националности 2002.‍ |
| --------------------------------------------- | --------------------------------------------- | --------------------------------------------- | --------------------------------------------- | --------------------------------------------- |
|                                               |                                               |                                               |                                               |                                               |
| Мађари                                        | Мађари                                        |                                               | 503                                           | 92,5%                                         |
| Роми                                          | Роми                                          |                                               | 41                                            | 7,5%                                          |